# Aladin d'Écajeul
Aladin d'Écajeul, född 9 april 2010, är en fransk varmblodig travhäst. Han tränades av Sébastien Guarato och kördes av Éric Raffin.
Aladin d'Écajeul började tävla i augusti 2012 och inledde med två raka segrar. Han sprang under sin karriär in 998 640 euro på 45 starter, varav 13 segrar, 7 andraplatser och 5 tredjeplats. Han tog karriärens största seger i Critérium des 3 ans (2013).
Aladin d'Écajeul segrade även i Prix Paul Karle (2013), Prix Abel Bassigny (2013), Prix de Sélection (2014), Prix Gaston Brunet (2014), Prix Marcel Laurent (2014), Prix Octave Douesnel (2014), Prix Ovide Moulinet (2015) och Critérium de vitesse de Basse-Normandie (2015) samt kommit på andra plats i Prix Charles Tiercelin (2014), Critérium des 4 ans (2014), Prix Jules Thibault (2014), Prix Henri Levesque (2015) och på tredje plats i Prix Kurse (2013), Prix Louis Jariel (2015), Prix de New York (2016), Prix de Washington (2016).

## Statistik
| Statistik för Aladin d'Écajeul (Ref.) | Statistik för Aladin d'Écajeul (Ref.) | Statistik för Aladin d'Écajeul (Ref.) | Statistik för Aladin d'Écajeul (Ref.) | Statistik för Aladin d'Écajeul (Ref.) | Statistik för Aladin d'Écajeul (Ref.) |
| ------------------------------------- | ------------------------------------- | ------------------------------------- | ------------------------------------- | ------------------------------------- | ------------------------------------- |
| Starter                               | Placeringar                           | Startprissumma                        | Segerprocent                          | Platsprocent                          | Rekord                                |
| 45                                    | 13-7-5                                | 998 640 euro                          | 29 %                                  | 56 %                                  | 1.09,8ak,                             |

### Större segrar
| År   | Lopp                                    | Kusk        | Vinstbelopp | Grupp   |
| ---- | --------------------------------------- | ----------- | ----------- | ------- |
| 2013 | Prix Paul Karle                         | Éric Raffin | 54 000 EUR  | Grupp 2 |
| 2013 | Prix Abel Bassigny                      | Éric Raffin | 54 000 EUR  | Grupp 2 |
| 2013 | Critérium des 3 ans                     | Éric Raffin | 108 000 EUR | Grupp 1 |
| 2014 | Prix de Sélection                       | Éric Raffin | 108 000 EUR | Grupp 1 |
| 2014 | Prix Gaston Brunet                      | Éric Raffin | 54 000 EUR  | Grupp 2 |
| 2014 | Prix Marcel Laurent                     | Éric Raffin | 54 000 EUR  | Grupp 2 |
| 2014 | Prix Octave Douesnel                    | Éric Raffin | 54 000 EUR  | Grupp 2 |
| 2015 | Prix Ovide Moulinet                     | Éric Raffin | 54 000 EUR  | Grupp 2 |
| 2015 | Critérium de vitesse de Basse-Normandie | Éric Raffin | 45 000 EUR  | Grupp 2 |